# Военно-морские силы Вьетнама
Вьетна́мский наро́дный фло́т (вьет. Hải quân nhân dân Việt Nam) — один из видов вооружённых сил Вьетнамской Народной Армии Социалистической Республики Вьетнам и отвечает за защиту национальных территориальных вод, островов, и интересов морской экономики, а также координацию морской полиции, таможенной службы, и пограничных войск.

## История

Флаг Вьетнамской народной армии (в том числе и Военно-морской флаг Вьетнама до 2014 года).

### Ранний период
С основания Вьетнама в I тысячелетии до нашей эры, во времена династии Хунгвыонгов родилось множество легенд о битвах против морских вторжений со стороны Кюиньтяу с севера и со стороны Хотон с юга. В эру государства Аулака, при строительстве крепости Колоа, король Ан Зыонг-выонг опирался на реку Хоангзянг как на естественную защиту южного фланга крепости. В VI веке н. э. император Ли Нам Де создал морские силы для отражения вторжения войск династии Лян в реке Толить и озере Зьенчьет; король Чьеу Куанг Фук применил партизанскую тактику против китайских войск в заливе Зачать (территория современного округа Кхоайтяу, Хайзыонг).
В X веке национальный вьетнамский флот стал регулярным. Набранные из рыбаков и обученные команды кораблей стали хорошо подготовленным, опытным флотом, готовым защитить страну.

### Период династий

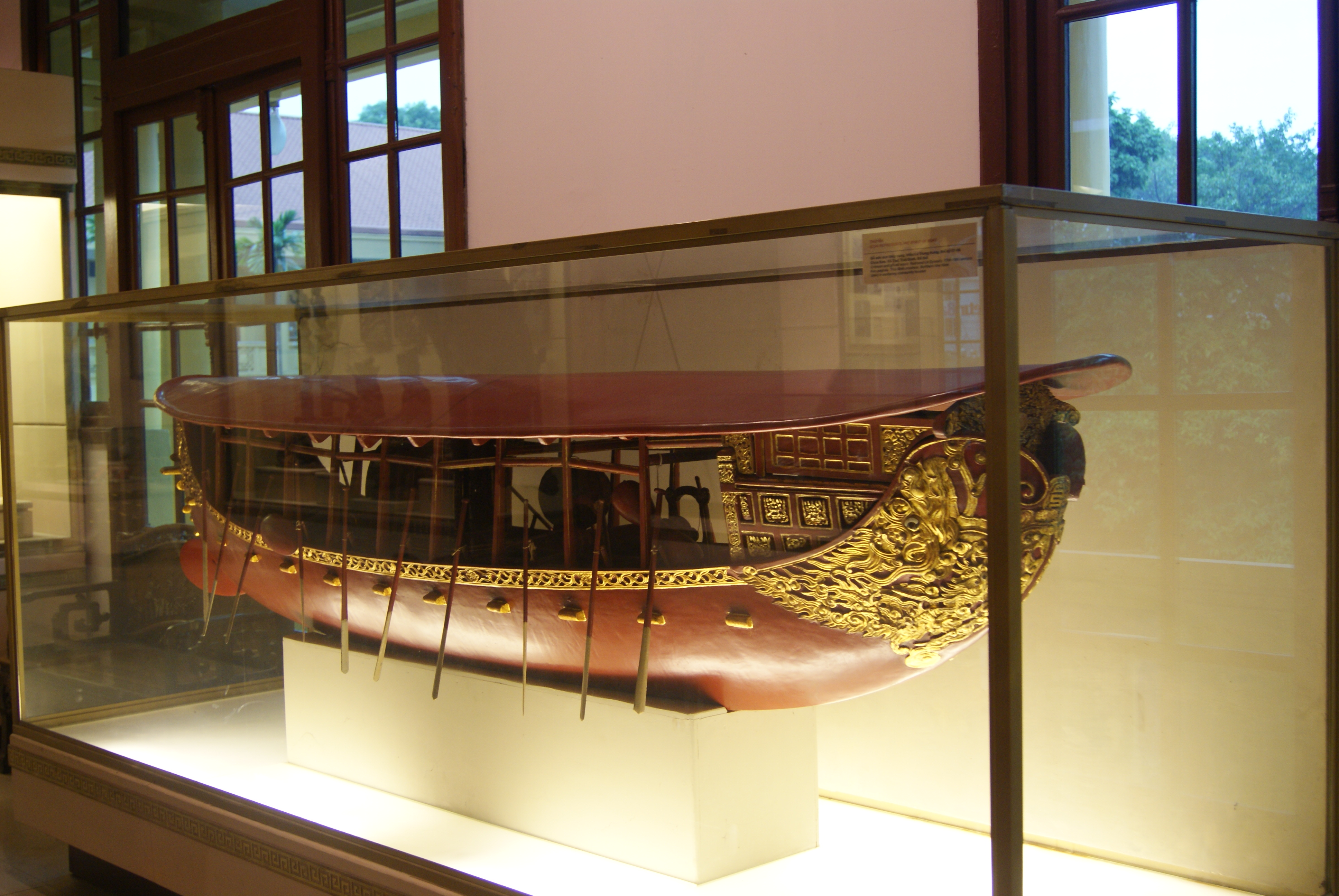
Модель канонерской лодки XVII века

Эра Ли — Чан сопровождалась ростом военно-морских сил и баз. В частности, порт Вандон имел важное значение в защите северо-западных территориальных вод Вьетнама. В 1077 году императорский вьетнамский Флот сразился в битве на реке Кау с китайскими войсками династии Сун. Это была последняя битва династии Сун на вьетнамской земле и воде. Битва длилась несколько месяцев, и закончилась победой вьетнамского флота и потерей множества моряков династии Сун. Победа показала успешность военной тактики активной обороны знаменитого адмирала Ли Тхыонг Кьета, против численно превосходящего противника. Потери династии Сун составили 8000 солдат/моряков и 5,19 унций серебра, считая все военные расходы.
Крупнейшими битвами (официально записанными в истории) стали три столкновения на реке Батьданг (все три называются битвами на реке Батьданг):
- В 938 году генерал Нго Куен разбил китайские войска[англ.] южной Хань. Вьеты установили в реке Батьданг колья, затем спровоцировали атаку китайской стороны. Ханьцы напали во время прилива, когда с кораблей кольев не было видно, а вьеты удерживали оборону до его окончания. Шипы пробили донья военных судов, уничтожив флот ханьской династии. Князь Хань был убит в бою. Также было убито более 10 000 и захвачено сотни китайских моряков.
- В 981 году войска и флот генерала и императора Ле Хоана разбили вторгшиеся китайские силы недавно основанной династии Сун.
- В 1288 году Чан Хынг Дао провёл блестящую операцию против монгольского флота[англ.] династии Юань в устье реки Батьданг, используя ту же тактику с заманиванием на колья в прилив. После поражения монгольское войско было вынуждено отступить в Китай. Более 8000 монгольских моряков было убито, 4 юаньских корабля уничтожены, адмирал захвачен в плен.

Одна из известных военно-морских побед вьетнамского флота стала битва на Ратьгам и Соаймут от 20 января 1785 года между флотом династии Тэйшон и сиамским флотом. Утративший бдительность от череды побед, сиамский флот был заманен малой группой кораблей в ловушку в реке Меконг под скрытые огневые позиции. Битва закончилась практически полным уничтожением сиамского флота. Было уничтожено 300 боевых кораблей и 50 000 человек. Только 2000—3000 человек из оригинальной экспедиции удалось вернуться в Сиам.

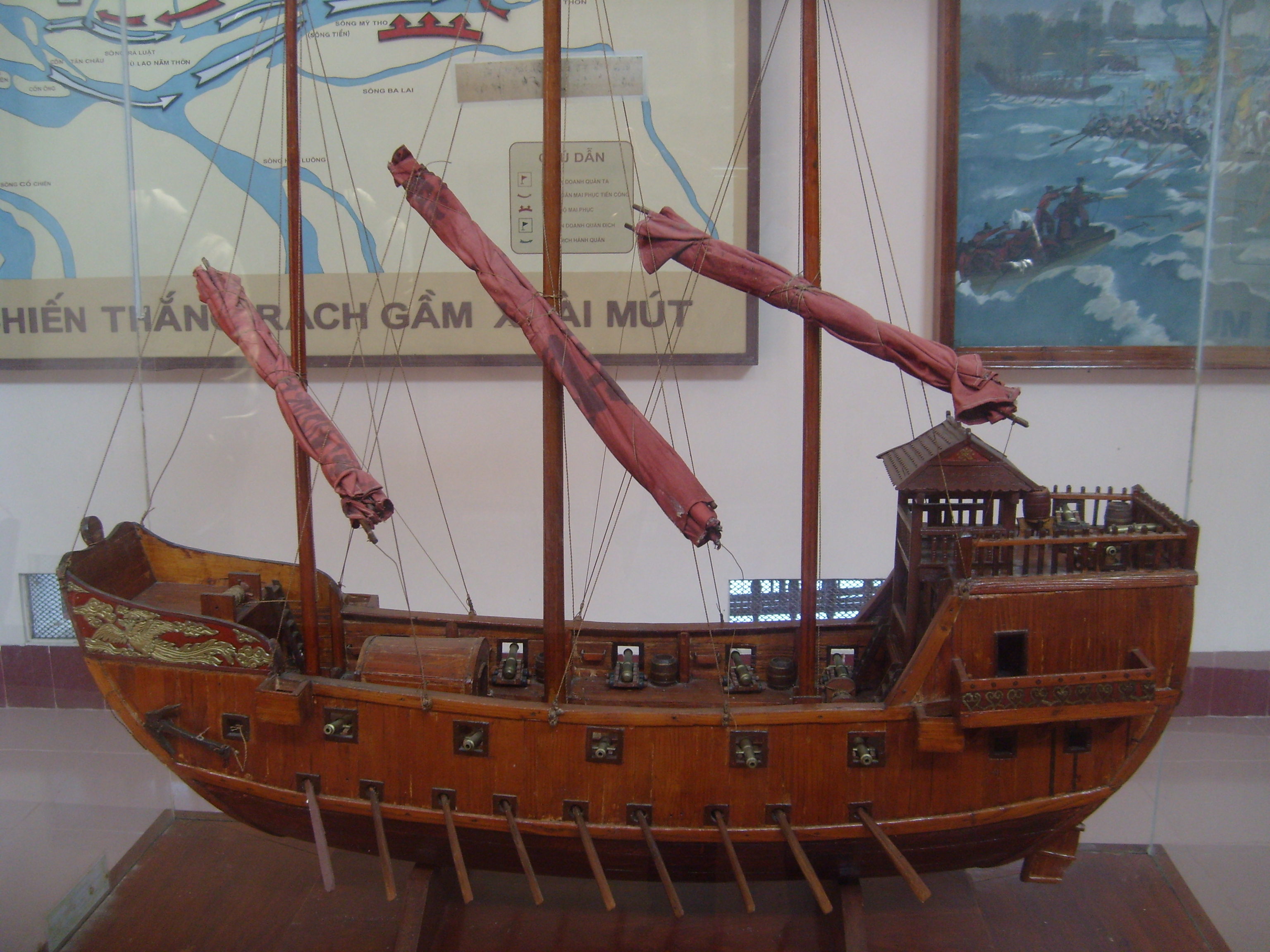
Модель корабля, использованного в бою при Ратьгам и Соаймут (1785)

В период династии Нгуен император Зя Лонг использовал свою новую базу для улучшения вьетнамского флота. Зя Лонг был первым, кто пытался перенять европейский дизайн кораблей. По совету Пиньо де Беэна, в 1781 году император зафрахтовал португальские корабли, со всем экипажем и артиллерией. Этот первый опыт обернулся катастрофой. По невыясненным причинам, два из трех кораблей сбежали посреди битвы против тэйшонов, после чего разъярённые вьетнамцы убили экипаж третьего корабля.

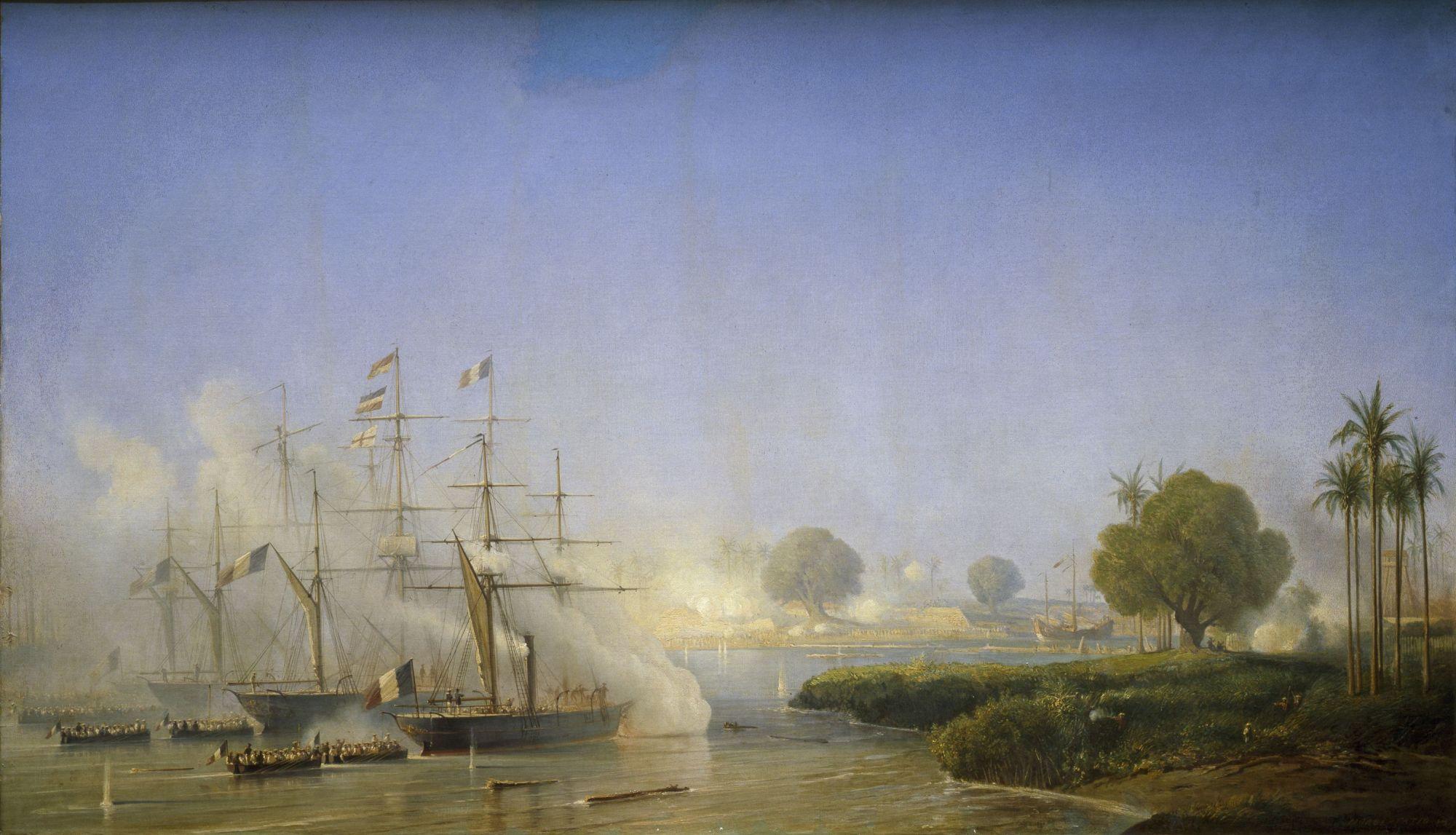
Вторжение французских кораблей в Сайгон 18 февраля 1859 г.

В 1789 году Пиньо де Беэн вернулся из Пудучерри с двумя кораблями, сослужившими династии Нгуен долгую службу. Со временем, вьетнамские моряки заменили французов и индийцев в экипаже, под командованием французских офицеров. Эти корабли послужили основой для растущего военного и торгового флота династии. Император Зя Лонг фрахтовал и покупал всё больше европейских судов для укрепления флота. Тем не менее, галеры и парусные суда вьетнамского дизайна всё ещё составляли большую часть флота. В 1799 году британский торговец по имени Бэрри докладывал, что флот династии Нгуен отправился по реке Сайгон со 100 галерами, 40 джонками, 200 малыми суднами и 800 транспортами, в сопровождении трех европейских шлюпов. Согласно сохранившемуся рапорту от 1801 года, одна из морских дивизий включала девять европейских кораблей с 60 пушками на борту, пять кораблей с 50 пушками, 40 кораблей с 16 пушками, 100 джонок, 119 галер и 365 малых судов.
В середине XIX века вьетнамский флот сражался против французского во множестве битв. Из-за технологической отсталости вьетнамский флот не смог победить французский. Однако состоялось несколько боев, в ходе которых вьетнамскому флоту удалось нанести французам серьёзный урон. Особенно успешны вьетнамцы были в бою в канале Няаттао в дельте Меконга 10 декабря 1861 года. Успешно заманив интервентов в засаду, вьетнамцам удалось сжечь и утопить французский корабль «Эсперанс».

### Период вьетнамской войны

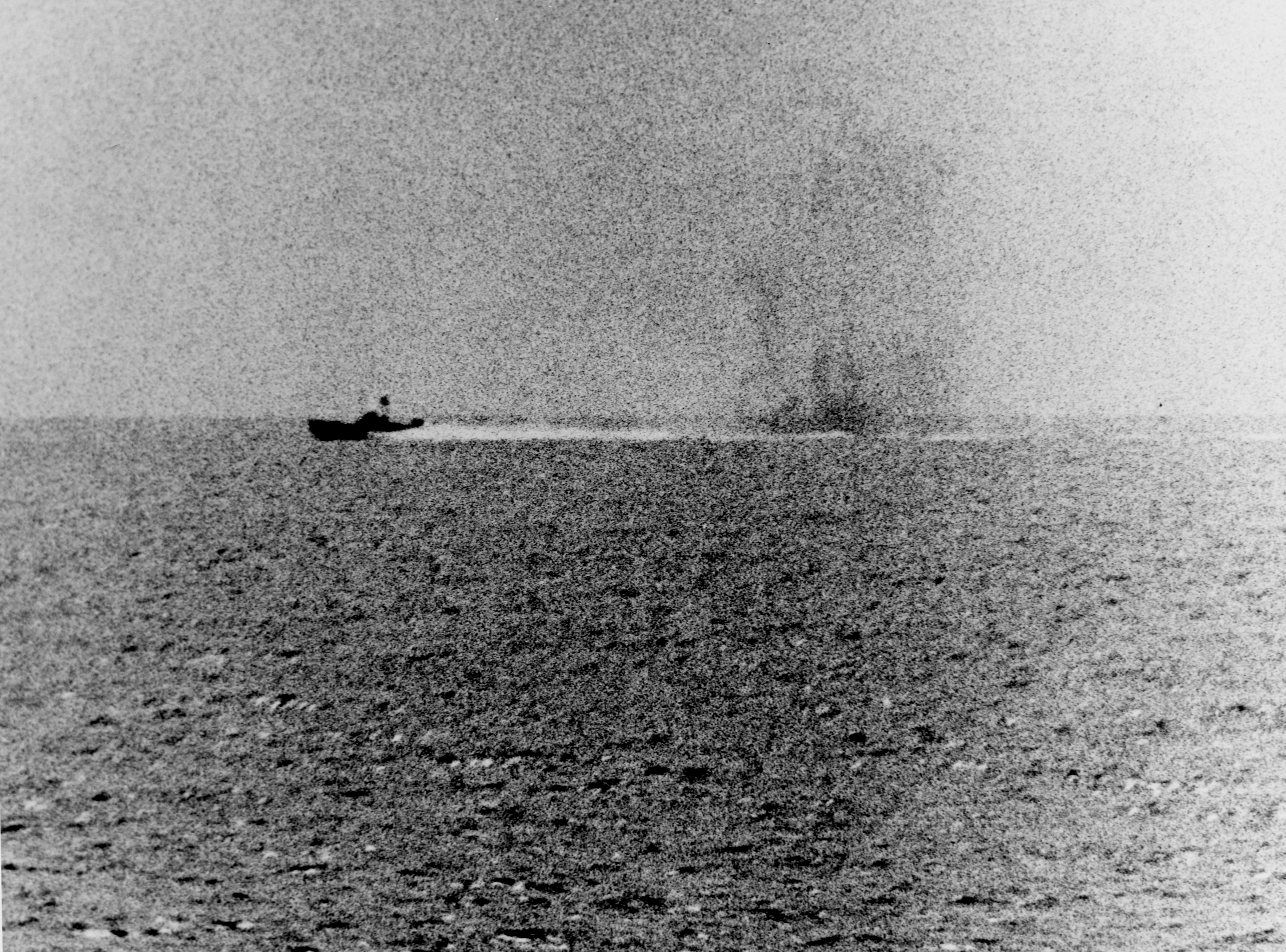
Северовьетнамские катера сближаются с «Мэддоксом» в Тонкинском заливе 2 августа 1964 года.

19 июля 1946 года, исполняющий обязанности президента Демократической Республики Вьетнам Хюинь Тхук Кханг подписал закон о модернизации вьетнамского флота. 10 сентября того же года, генерал Во Нгуен Зяп начал строительство флотилии, как ядра нового флота. 8 марта 1949 года, Вьетнам основал департамент морских исследований при генеральном штабе. Кроме исследований департамент руководил боевой подготовкой флота.
Согласно решениям Женевской конференции 1954 года, Демократическая Республика Вьетнам пошла по пути создания своих собственных морских сил. 7 мая 1955 года стало днем рождения вьетнамского народного флота. В этот день было создано Главное Управление Береговой Обороны, сформировавшее основу оперативного командования флотом (согласно декрету министерства обороны Вьетнама № 284/НД, подписанному генералом Во Нгуен Зяпом 8 марта 1949 года об основании департамента морских исследований при генеральном штабе). Главной задачей флота было патрулирование прибрежных районов и водных путей внутри страны.
Роль вьетнамского народного флота в ходе войны во Вьетнаме почти неизвестна широкой публике. Однако именно два эпизодических столкновения военно-морских флотов США и Северного Вьетнама стали поводом для полномасштабного вмешательства США в войну. Так, 2 августа 1964 года в Тонкинском заливе произошёл бой между американским эсминцем «Мэддокс», выполнявшим радиоэлектронную разведку у берегов Северного Вьетнама, и северовьетнамскими торпедными катерами. Сам факт этого боя (в отличие от последующих событий) не оспаривается никем из исследователей, однако в описании его деталей существуют значительные расхождения. По одной из версий, «Мэддокс» вторгся в территориальные воды Северного Вьетнама и был перехвачен тремя катерами. Остаётся дискуссионным вопрос, кто первым открыл огонь, однако эсминец при поддержке самолётов F-8 нанёс катерам существенные повреждения и заставил их выйти из боя. Подобный инцидент предположительно повторился в ночь с 4 на 5 августа, хотя почти сразу сомнения в его достоверности были высказаны представителями ВМС США (см. статью Тонкинский инцидент). Существуют разные точки зрения относительно того, имело ли место случайное стечение обстоятельств или же намеренное введение в заблуждение американского руководства разведывательными службами США. В ответ на эти предполагаемые ночные события палубная авиация США 5 августа впервые нанесла удары по базам северовьетнамских торпедных катеров и по нефтехранилищу, чтобы лишить катера топлива. Конгресс США принял так называемую «Тонкинскую резолюцию», дававшую право президенту США при необходимости использовать военную силу в Юго-Восточной Азии.
Кроме патрулирования территориальных вод, в задачи флота входило снабжение Вьетнамской Народной Армии и его союзника, национального фронта освобождения Южного Вьетнама, также известного как Вьетко́нг в ходе вьетнамской войны. 31 октября 1961 вьетнамским народным флотом была проложена морская версия Тропы Хо Ши Мина. Чтобы избежать обнаружения флотами Южного Вьетнама и США, транспортные корабли маскировались под рыболовные траулеры. 16 февраля 1965 года 100-тонный северовьетнамский траулер был обнаружен при разгрузке припасов и амуниции на побережье Южного Вьетнама, став первым доказанным случаем морского снабжения Вьетконга. За этим последовала крупномасштабная операция ВМФ США по пресечению снабжения Вьетконга морем, длившаяся восемь с половиной лет.
19 апреля 1972 года произошёл бой в Тонкинском заливе между несколькими кораблями ВМС США, обстреливающими побережье, и северовьетнамскими ВМФ и ВВС. В ходе боя 250-килограммовой бомбой с МиГ-17 было уничтожено кормовое пятидюймовое орудие эсминца США «Хигби». Огнём с берега был поврежден крейсер США «Оклахома Сити». Вьетнамский флот потерял два торпедных катера. Для ВМФ США, это была первая атака с воздуха на американские корабли со времен второй мировой войны. Также, американцы полагают, что им впервые удалось сбить советскую крылатую ракету. По результатам боя, вьетнамцы отступили, а американцы продолжили обстрел побережья.
До 1975 года северовьетнамский флот ограничивался оборонительными патрулями вдоль побережья. После вывода американских войск из Вьетнама, Северный Вьетнам и Вьетконг перешли в наступление. В ходе весенней кампании 1975 года северовьетнамский флот усилил снабжение Вьетконга. После перехода под контроль Вьетнамской Народной Армии северных провинций Южного Вьетнама, захваченные южновьетнамские суда перешли на службу Вьетнамского Народного Флота. С распадом Республики Вьетнам 30 апреля 1975, Народный Вьетнамский Флот расширился за счет южновьетнамского флота. Захваченные суда включали два патрульных фрегата, более сотни патрульных лодок, и около пятидесяти десантных транспортов. В апреле 1975, бывшие южновьетнамские суда перевезли северовьетнамский десант для захвата островов Спратли. 4 апреля, всего за полчаса, десантникам удалось захватить основное поле боя на первом острове. Такой решительный успех оказал значительное влияние на процесс возврата остальных островов. В апреле, один за другим острова стали переходить под контроль вьетнамского флота. Примерно в это же время, китайский флот установил контроль над Парасельскими островами. Вьетнам также претендует на эти острова. Впрочем, по состоянию на начало 2014 года, на Парасельских островах нет вьетнамского присутствия.

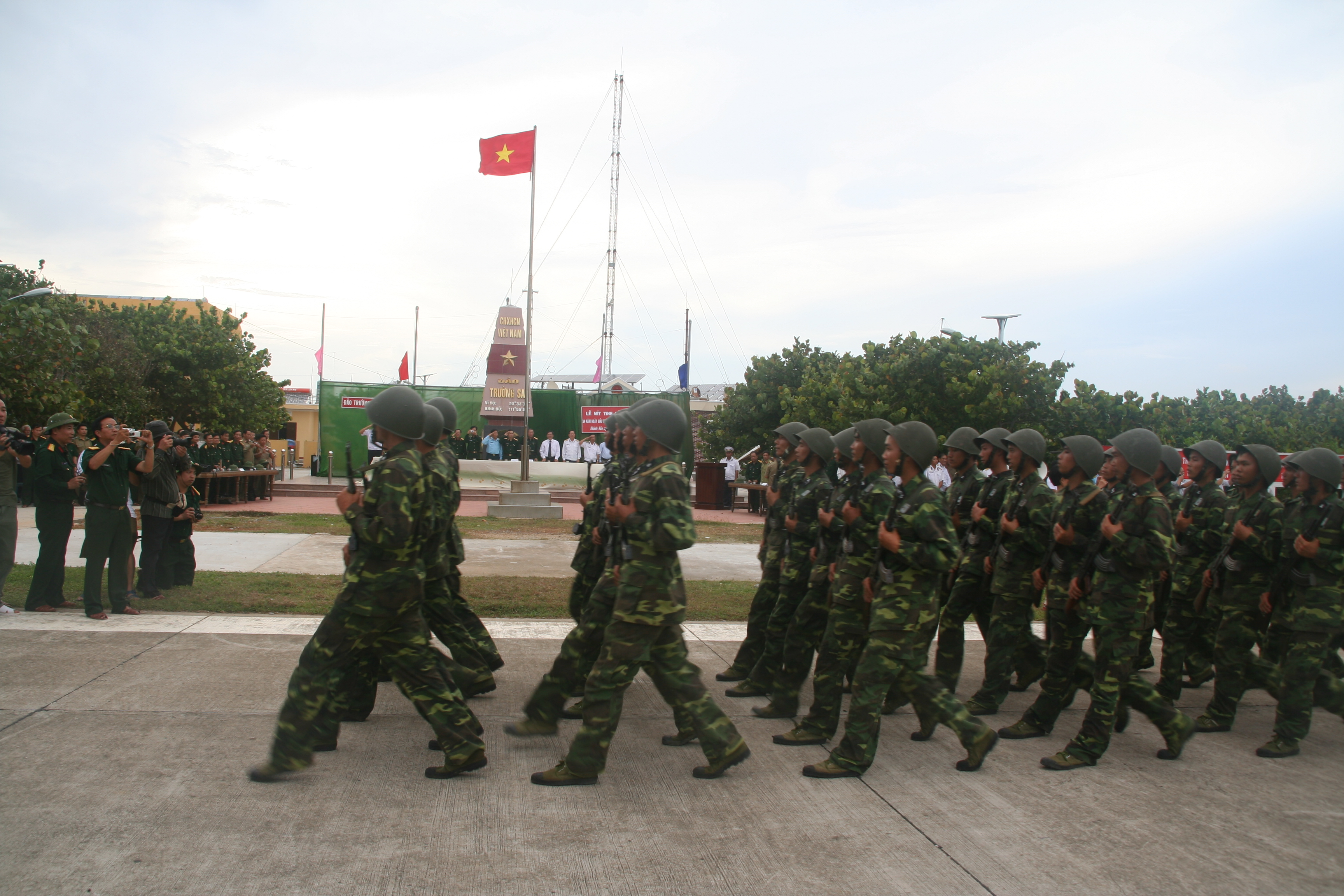
Морская пехота ВНА на островах Спратли.

В конце 1970-х годов, морская пехота стационарно размещалась на островах Спратли. Морская пехота была оснащена советским оружием: легкими танками ПТ-76, бронетранспортерами БТР-60, автоматами АК-74 и АКМ-47, пистолетами Макарова (офицеры), и пулемётами ПКМ и т. д.
В 1988 году произошло вооруженное столкновение между вьетнамским народным флотом и китайским флотом в бою у Джонсон-риф (острова Спратли). Китайский флот из трех фрегатов значительно превосходил огневой мощью легковооруженные транспортные корабли вьетнамцев. Китайский флот победил в бою без потерь. Вьетнамский флот потерял 64 человека убитыми, два транспортных корабля, третий был серьёзно поврежден. В результате победы Китай установил контроль над 6 рифами и атоллами у островов Спратли. Поражение побудило Вьетнам модернизировать свои военно-морские силы.

## Структура ВМФ

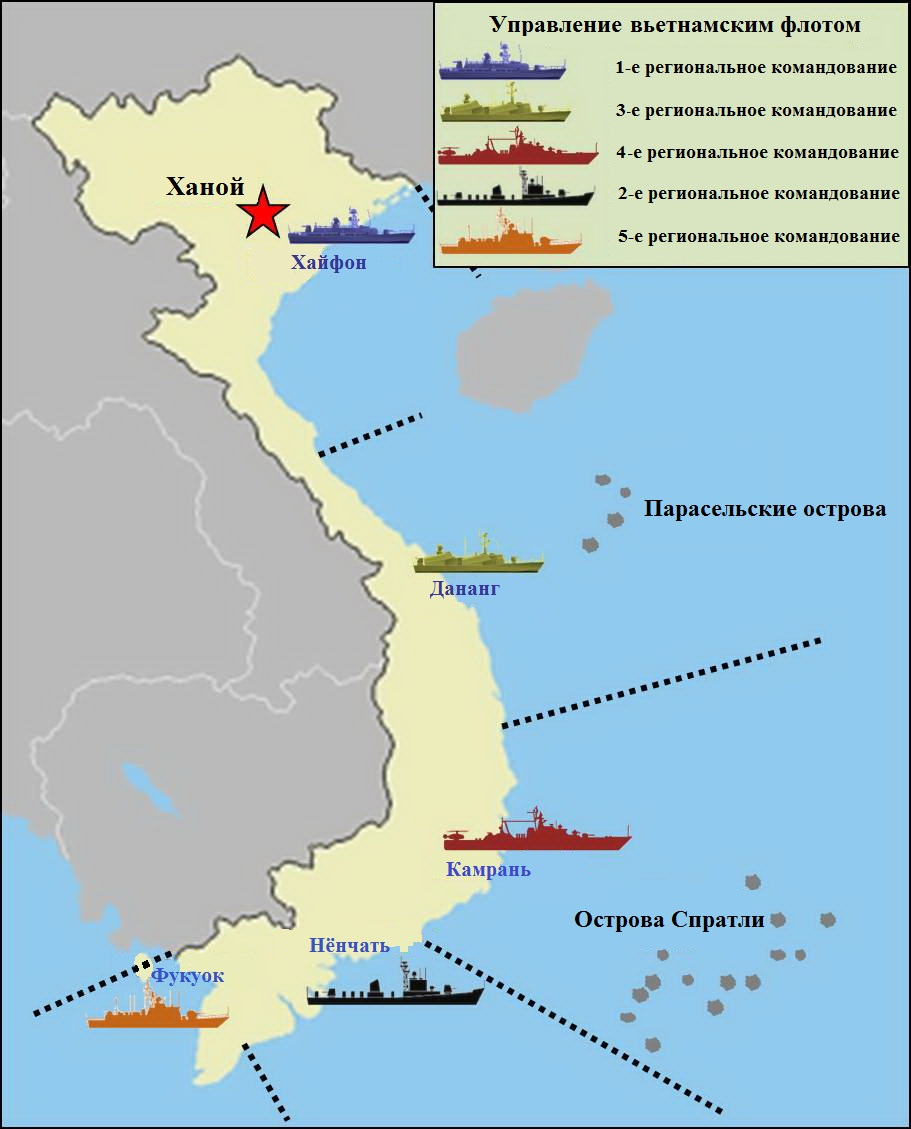
Военно-морские регионы НФВ.

### Военно-морские регионы
Территориально управление ВМС Вьетнама поделено на пять регионов:
- 1-е региональное командование (региональное командование А): Тонкинский залив, управляет северным побережьем, от провинции Куангнинь до провинции Хатинь, а также островами в Тонкинском заливе. Штаб Хайфон.
- 3-е региональное командование (региональное командование C): управляет северо—центральным побережьем, от провинции Куангбинь до провинции Биньдинь, а также группу островов в этой зоне. В зону ответственности входит также необитаемый архипелаг Парасельских островов, на который претендует Вьетнам, а контролирует Китай. Штаб Дананг.
- 4-е региональное командование (региональное командование D): управляет южно—центральным побережьем, от провинции Фуйен до провинции Биньтхуан, а также группу островов в этой зоне, включая Острова Спратли. Штаб Камрань.
- 2-е региональное командование (региональное командование B): управляет южным побережьем, от провинции Биньтхуан до провинции Бакльеу, южный контнитентальный шельф, including the key areas are economic science service areas. Штаб Нёнчать (провинция Донгнай).
- 5-е региональное командование (региональное командование E): управляет южным побережьем Сиамского залива, от провинции Камау до провинции Кьензянг. Штаб Фукуок.

### Виды войск
| Надводные силы | Спецназ флота | Морская пехота | Морская авиация | Береговые ракетные войска | Подводные силы |
| -------------- | ------------- | -------------- | --------------- | ------------------------- | -------------- |
|                |               |                |                 |                           |                |

### Воинские звания во Вьетнамском Народном Флоте
Во Вьетнамском Народном Флоте нет звания Адмирала Флота.
| Уровень         | Чин (воинское звание)    | Аналог               | Эмблема | Лацкан | Рукав |
| --------------- | ------------------------ | -------------------- | ------- | ------ | ----- |
| Высшие офицеры  | Додок                    | Адмирал              |         |        |       |
| Высшие офицеры  | Фободок                  | Вице-адмирал         |         |        |       |
| Высшие офицеры  | Тюандодок                | Контр-адмирал        |         |        |       |
| Старшие офицеры | Дайта                    | Коммодор             |         |        |       |
| Старшие офицеры | Тхыонгта                 | Капитан 1-го ранга   |         |        |       |
| Старшие офицеры | Чунгта                   | Капитан 2-го ранга   |         |        |       |
| Старшие офицеры | Тхьеута                  | Капитан 3-го ранга   |         |        |       |
| Младшие офицеры | Дайуй                    | Капитан-лейтенант    |         |        |       |
| Младшие офицеры | Тхыонгуй                 | Старший лейтенант    |         |        |       |
| Младшие офицеры | Чунгуй                   | Лейтенант            |         |        |       |
| Младшие офицеры | Тхьеууй                  | Младший лейтенант    |         |        |       |
| Мичманы         | Тхыонгши                 | Старший мичман       |         | —      | —     |
| Мичманы         | Чунгши                   | Мичман               |         | —      | —     |
| Мичманы         | Хаши                     | Морской капрал??     |         | —      | —     |
| Матросы         | Биньнят                  | Матрос первой статьи |         | —      | —     |
| Матросы         | Биньни                   | Матрос               |         | —      | —     |
| Кадеты          | Хоквьен, шикуан, хайкуан | Кадет                |         | —      | —     |

### Морская академия
Морская академия Вьетнама, со штабом в Нячанге, является военной академией, принадлежащей Вьетнамскому Народному Флоту. Академия готовит командный состав и технический персонал для флота. Предшественником Морской академии была Школа береговой подготовки, основанная 26 апреля 1955 года генеральным штабом Вьетнамской Народной Армии. Школа неоднократно меняла название, текущее название приняла в 1993 году.
За 55 лет строительства, боёв и роста академия подготовила тысячи офицеров и технических специалистов по ключевым специальностям, таким как: управление судном, минирование — разминирование, борьба с подводными лодками, ракетное дело, артиллерия, разведка, радары и сонары, береговые радары, строительство кораблей, управление морской полицией и силами береговой обороны.
Академия готовит также офицеров и специалистов для Королевского военно-морского флота Камбоджи и Лаосского Народного Флота.

## Модернизация

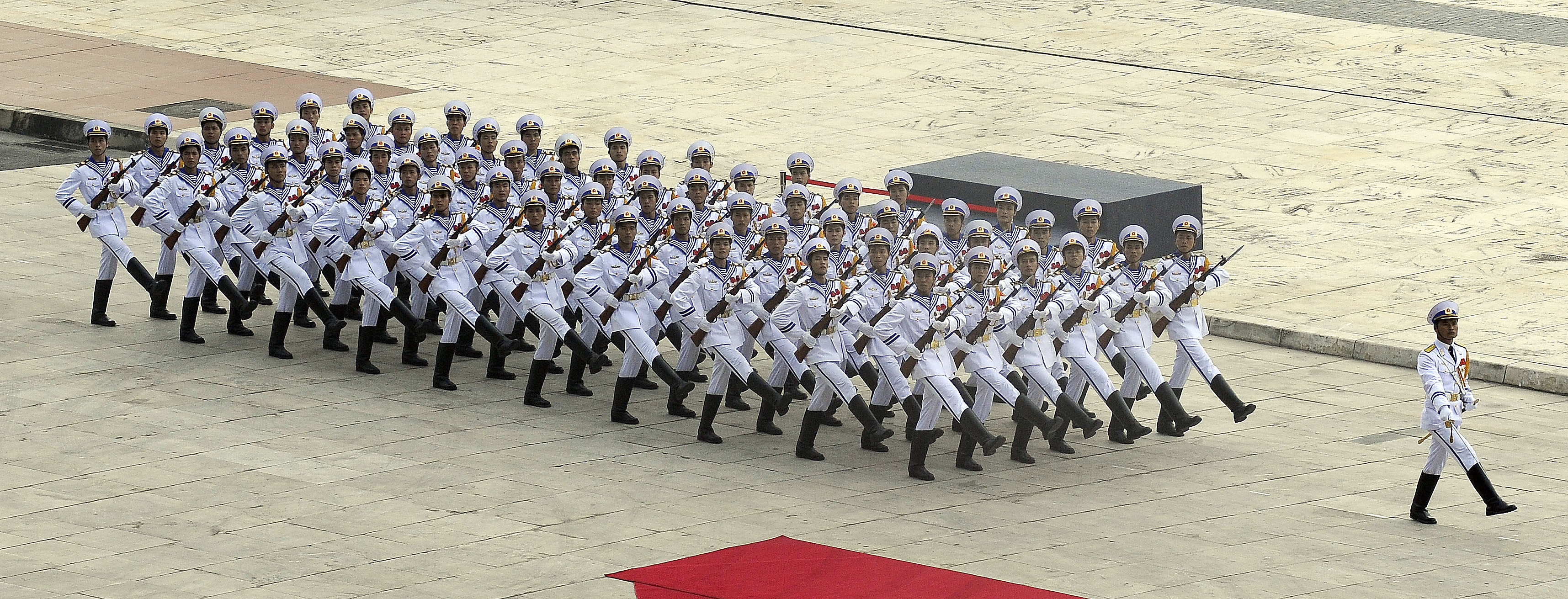
Почетный караул ВНФ на встрече министров обороны Азии, 12.10.2010.

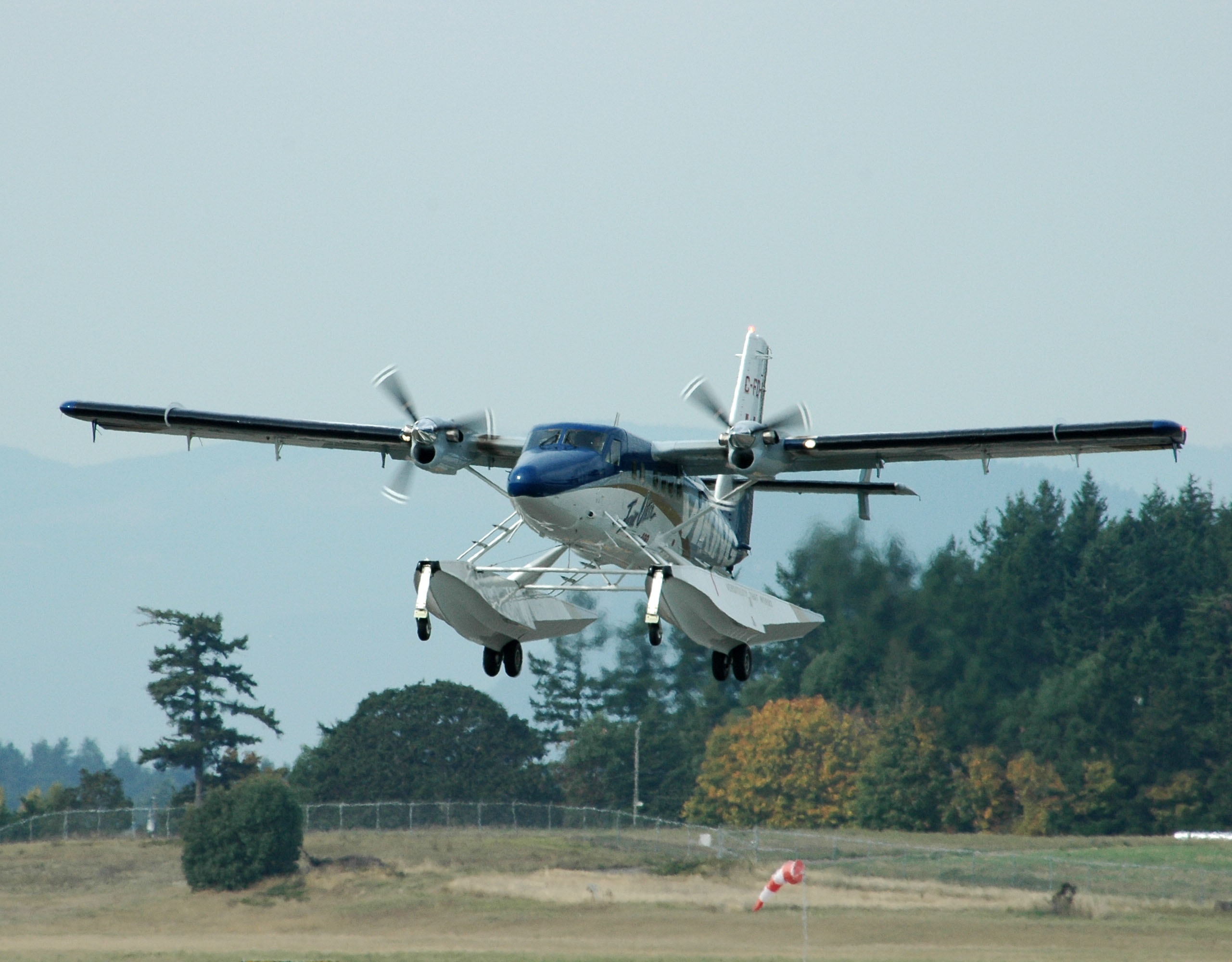
DHC-6 Twin Otter модификации Series 400, первый полет 1 октября 2008 г.

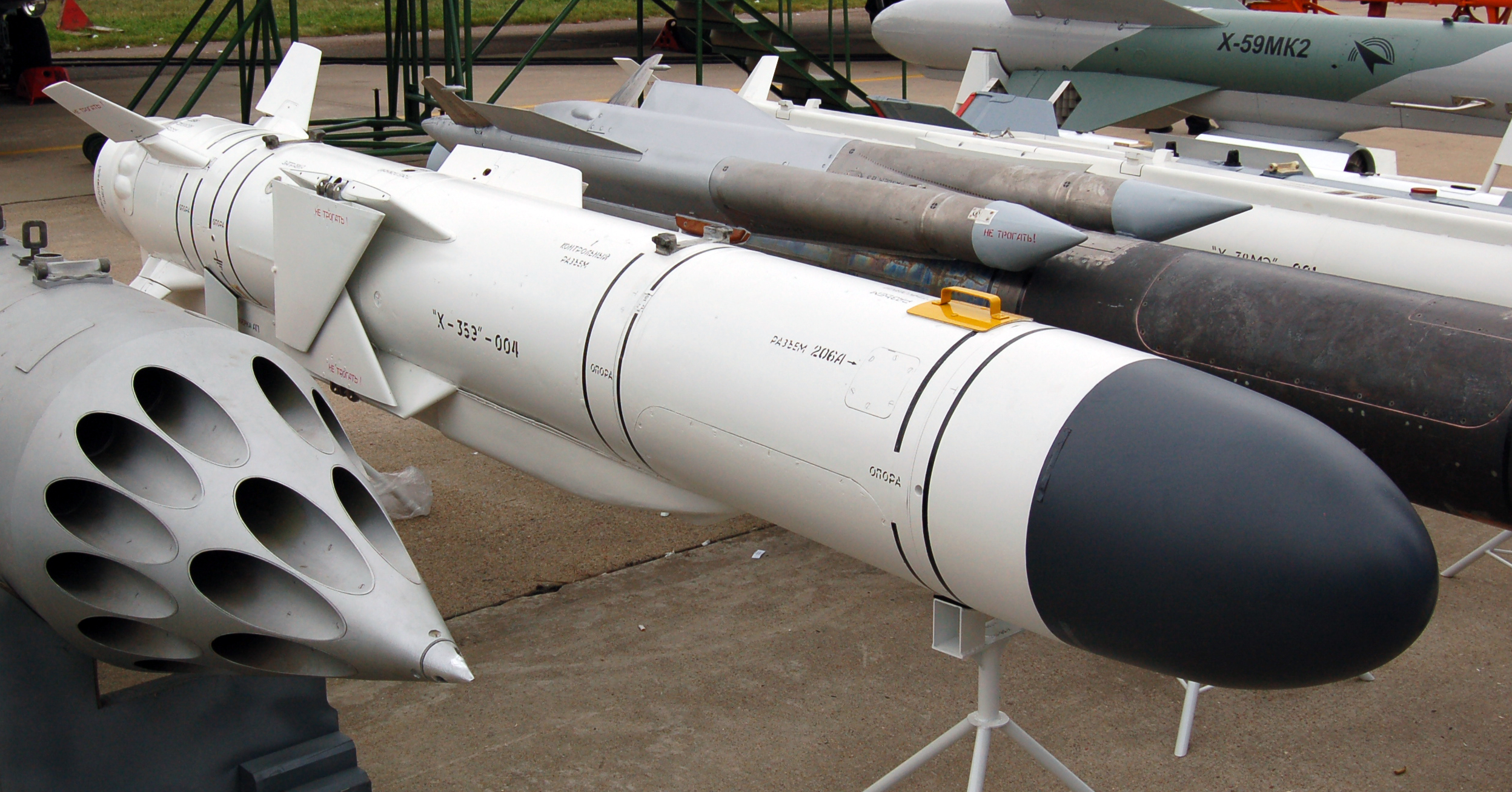
Противокорабельная ракета Х-35 «Уран-Э». Крыло в сложенном состоянии. МАКС-2009.

Современный Вьетнамский Народный Флот отвечает за защиту национального суверенитета и экономической деятельности на море, а также за предотвращение вторжения в территориальные воды Вьетнама. Модернизация флота ставится приоритетной задачей в общем плане модернизации вооруженных сил. Вьетнамский Народный Флот и Вьетнамские ВВС демонстрируют быстрейшие темпы модернизации, непрерывно обновляя оружие и амуницию, расширяя боевые возможности, и улучшая мастерство владения оружием. Министр обороны Вьетнама Фунг Куанг Тхань 5 августа 2011 года задекларировал: 
«Направлением строительства вооруженных сил являются: следование революционному духу, регуляризация и последовательная модернизация. Согласно этому, ВМФ, ВВС, войска связи и радиоэлектронной борьбы переходят непосредственно к модернизации для защиты страны».
- Подводные лодки: Самым крупным проектом в рамках модернизации флота Вьетнама выступает покупка у России 6 многоцелевых дизельных подводных лодок проекта 636.1 «Варшавянка». Стоимость данного контракта оценивается в 1,8 млрд долларов, то есть равна годовому военному бюджету Вьетнама на 2009 год. Помимо этого, Россия обеспечила постройку во Вьетнаме сопутствующей инфраструктуры и базы для подводных лодок, что оценивается ещё в 1,5—2,1 млрд долларов. Контракт на их поставку был заключен в 2009 году. В феврале 2017 была введена в строй последняя из шести подводных лодок.
- Фрегаты и корветы: Вторым важным элементом в обновляемом вьетнамском флоте стали корабли дальней морской зоны — современные корабли класса тяжелый корвет/лёгкий фрегат. По контракту 2006 года стоимостью в 350 млн долларов, в 2011 году Вьетнаму были переданы два сторожевых корабля проекта 11661Э «Гепард 3.9» (по классификации НАТО — корветы), построенных на Зеленодольском заводе им. Горького. В 2018 году была принята флотом вторая пара кораблей, отличавшихся более мощным противолодочным вооружением. Реализован опцион на постройку третьей пары. В мае 2013 года появилась информация о постройке для Вьетнама четырёх голландских фрегатов проекта «Сигма 9814». Индонезия и Марокко уже эксплуатируют данный вид кораблей. Первые два будут построены в Нидерландах, следующие два во Вьетнаме при содействии голландцев[8]. Также, Вьетнам, при поддержке России, строит у себя множество больших ракетных катеров типа «Тарантул», шифр «Молния» (по классификации НАТО — малые корветы). Кроме того, Вьетнамский Народный Флот строит катера по своему собственному проекту TT-400TP, созданному на основе украинского быстроходного катера «Лань», водоизмещением 420 тонн, оснащенные одной АУ АК-176, одной АУ АК-630, 16 ПЗРК «Игла», двумя 14,5-мм крупнокалиберными пулемётами Владимирова и корабельной РЛС управления огнём «Багира»[9].
- Военно-морская авиация: Вьетнамский Народный флот приступил к строительству военно-морской авиации, для расширения возможностей береговой обороны. 27 февраля 2010 года, генштаб Вьетнамской Народной Армии принял решение о строительстве 954-го военно-морского авиаполка, с зачислением его в состав ВМС на постоянной основе. Вьетнам закупил три военно-транспортных самолёта CASA C-212 Aviocar серии 400 «профессиональный пляжный патруль и слежение» (производятся Индонезией по испанской лицензии). Самолёты оборудованы радаром MSS 6000, военно-морская авиация планирует их использование для общих целей патрулирования. Вьетнамский флот также получил два вертолёта Eurocopter EC225 «Super Puma» для патрульных и поисково-спасательных операций. Канадская компания Viking Air поставила Вьетнаму в период с 2012 до 2014 г. шесть гидросамолетов De Havilland Canada DHC-6 Twin Otter серии 400. Также, семь вертолётов Ка-27 переданы военно-морской авиации Вьетнамского Народного Флота[10].
- Ракетные войска береговой обороны: Вьетнамский Народный флот создает ракетные войска береговой обороны (679-й ракетный полк), которые станут ядром стратегии морской безопасности. Войска экипируются российскими и индийскими ракетными комплексами. Вьетнамский Народный флот уже производит самостоятельно советские противокорабельные ракеты П-5, с увеличенной до 550 км дальностью стрельбы. Фактически, Вьетнам является единственной страной, которой СССР поставлял этот ракетный комплекс. Россия также поставила Вьетнаму в 2010—2011 годах два ракетных комплекса «Бастион-П». Комплекс использует сверхзвуковые противокорабельные ракеты «Яхонт» для атаки морских и наземных целей на дистанции до 300 км, то есть может охранять участок побережья до 600 км[11]. В состав каждого комплекса входит 4 самоходные пусковые установки на базе МЗКТ-7930 (по 2 ПКР на ПУ), транспортно-заряжающие машины, машина боевого управления. Сами ракеты «Яхонт» хранятся в специальных транспортно-пусковых стаканах, что облегчает их эксплуатацию и продлевает срок службы. Рассматривается возможность покупки Вьетнамом дополнительных комплектов к 2015 году. Совместное российско-индийское предприятие продаст Вьетнаму 15 сверхзвуковых противокорабельных ракет «БраМос»[12]. Тем самым, Вьетнам станет первым в мире импортером этой ракеты. Вьетнам также начинает местное производство российских противокорабельных ракет Х-35 «Уран-Э», вслед за получением 33-х таких ракет в 2010 году.

## Используемая техника
Номера кораблей во вьетнамском флоте, как правило, начинаются с аббревиатуры HQ, от вьетнамского «военно-морской» (Hải Quân, хайкуан).
| Подводные лодки (6 в строю)                          | Подводные лодки (6 в строю)              | Подводные лодки (6 в строю)                                                  | Подводные лодки (6 в строю)        | Подводные лодки (6 в строю)    | Подводные лодки (6 в строю) | Подводные лодки (6 в строю) |
| Фото                                                 | Проект                                   | Происхождение                                                                | Тип                                | Кол-во                         | Статус | Представители |
| ---------------------------------------------------- | ---------------------------------------- | ---------------------------------------------------------------------------- | ---------------------------------- | ------------------------------ | --- | --- |
|                                                      | 636.1 «Варшавянка»                       | Адмиралтейские верфи                                                         | Дизельная подводная лодка          | 6                              | 6 в строю | HQ-182 Hà Nội («Ханой») HQ-183 Hồ Chí Minh («Хошимин») HQ-184 Hải Phòng («Хайфон») HQ-185 Khánh Hòa («Кханьхоа») HQ-186 Đà Nẵng («Дананг») HQ-187 Bà Rịa–Vũng Tàu («Бариа-Вунгтау») |
| Корвет (9 в строю)                                   |                                          |                                                                              |                                    |                                | | |
| Фото                                                 | Проект                                   | Происхождение                                                                | Тип                                | Кол-во                         | Статус | Представители |
|                                                      | 11661Э «Гепард 3.9»                      | Судостроительный завод «Янтарь» / Зеленодольский завод имени А. М. Горького. | Корвет                             | 4                              | 4 в строю, ещё 2 могут быть заказаны. | HQ-011 Dinh Tien Hoang HQ-012 Ly Thai To HQ-015 Trần Hưng Đạo («Чан Хынг Дао») HQ-016 Quang Trung                                                                                   |
|                                                      | 159-АЭ                                   | Судостроительный завод «Янтарь»                                              | Противолодочный корабль / Корвет   | 5                              | В строю | HQ-09, HQ-11, HQ-13, HQ-15, HQ-17 |
|                                                      | «Сигма 9814»                             | Damen Schelde Naval Shipbuilding                                             | Корвет                             | 0                              | Два будут построены в Нидерландах, следующие два во Вьетнаме при содействии голландцев The Contract is confirmed by Damen Schelde company. | |
| Ракетные катера (15 в строю)                         |                                          |                                                                              |                                    |                                | | |
| Фото                                                 | Проект                                   | Происхождение                                                                | Тип                                | Кол-во                         | Статус | Представители |
|                                                      | 12418 «Молния»                           | Судостроительный завод «Алмаз» Ba Son Company                                | Корвет                             | 14                             | 14 кораблей различных модификаций в строю.                                                                                                 | HQ-371, HQ-372, HQ-373, HQ-374, HQ-377, HQ-378, HQ-375, HQ-376, HQ-377, HQ-378, HQ-379, HQ-380, HQ-382, HQ-383                                                                      |
|                                                      | ПС-500                                   | Судостроительный завод «Алмаз» Ba Son Company                                | Патрульно-сторожевой корабль       | 1                              | В строю | HQ-381 |
| Патрульные катера (23 в стою)                        |                                          |                                                                              |                                    |                                | | |
| Фото                                                 | Проект                                   | Происхождение                                                                | Тип                                | Кол-во                         | Статус | Представители |
|                                                      | 205 «Москит»                             | СССР                                                                         | Патрульный катер                   | 8                              | В строю | HQ-354, HQ-355, HQ-356, HQ-357, HQ-358, HQ-359, HQ-360, HQ-361 |
|                                                      | 10412 «Светляк»                          | Судостроительный завод «Алмаз», «Восточная верфь»                            | Патрульный катер                   | 6                              | В строю | HQ-261, HQ-263, HQ-264, HQ-265, HQ-266, HQ-267 |
|                                                      | 206-М «Шторм»                            | СССР                                                                         | Патрульный катер                   | 5                              | В строю | HQ-331, HQ-332, HQ-333, HQ-334, HQ-335 |
|                                                      | ТТ400ТР «Лань»                           | Hong ha company                                                              | Патрульный катер                   | 4                              | В строю. Ещё один в постройке. | HQ-272, HQ-273, HQ-274, HQ-275 |
| Тральщики (4 в строю)                                |                                          |                                                                              |                                    |                                | | |
| Фото                                                 | Проект                                   | Происхождение                                                                | Тип                                | Кол-во                         | Статус | Представители |
|                                                      | 1265 «Яхонт»                             | СССР                                                                         | Тральщик                           | 4                              | В строю. | HQ-861, HQ-862, HQ-863, HQ-864 |
|                                                      | 266 «Аквамарин»                          | СССР                                                                         | Тральщик                           | 2                              | В строю. | HQ-851, HQ-852 |
|                                                      | Тральщики проекта 1258                   | СССР                                                                         | рейдовый речной Тральщик           | 2                              | В строю. | |
| Транспорты / Корабли поддержки (11 в строю)          |                                          |                                                                              |                                    |                                | | |
| Фото                                                 | Проект                                   | Происхождение                                                                | Тип                                | Кол-во                         | Статус | Представители |
|                                                      | HSV-6613 Судно океанических исследований | Damen Schelde Naval Shipbuilding Вьетнам                                     | Научно-исследовательское судно     | 1                              | В строю. | HQ-888 |
|                                                      | тип K-122                                | Вьетнам                                                                      | Транспорт/ Корабль снабжения       | 2                              | В строю. | HQ-571 Trường Sa HQ-561 Khánh Hòa (Госпитальное судно) |
|                                                      | тип HQ-996                               | Вьетнам                                                                      | Транспорт/ Корабль снабжения       | 1                              | В строю. | HQ-996 |
|                                                      | Тип «Спратли»                            | Вьетнам                                                                      | Транспорт/ Корабль снабжения       | 7                              | В строю. | Trường Sa 04, Trường Sa 08, Trường Sa 14, Trường Sa 19, Trường Sa 20, Trường Sa 21, Trường Sa 22                                                                                    |
| Десантные суда (6 в строю)                           |                                          |                                                                              |                                    |                                | | |
| Фото                                                 | Проект                                   | Происхождение                                                                | Тип                                | Кол-во                         | Статус | Представители |
|                                                      | Тип LST-542                              | США                                                                          | Десантный корабль                  | 1                              | В строю. | HQ-501 |
|                                                      | 770 «Полночный»                          | СССР Польша                                                                  | Десантный корабль                  | 3                              | В строю. | HQ-511 HQ-512 HQ-513 |
|                                                      | Тип HQ-521                               | Вьетнам                                                                      | Десантный корабль                  | 2                              | В строю. | HQ-521 HQ-522 |
| Авиация (15 в строю)                                 |                                          |                                                                              |                                    |                                | | |
| Фото                                                 | Проект                                   | Происхождение                                                                | Тип                                | Кол-во                         | Статус | Примечания |
|                                                      | Де-Хэвиленд Канада DHC-6 Твин Оттер      | Viking Air                                                                   | Морской патрульный самолет         | 6                              | | |
|                                                      | Ка-27                                    | КумАПП                                                                       | палубный противолодочный вертолёт  | 7                              | В строю. | Для службы на фрегатах и патрулирования вокруг островов Спратли. |
|                                                      | Eurocopter EC225 Super Puma              | Eurocopter                                                                   | патрульный вертолет                | 2                              | В строю. | |
|                                                      | Magic Eye 01                             | Вьетнамская аэрокосмическая ассоциация Unmanned System Group                 | Беспилотный летательный аппарат    |                                | В разработке | |
| Противокорабельные ракеты / Ракеты береговой обороны |                                          |                                                                              |                                    |                                | | |
| Фото                                                 | Проект                                   | Происхождение                                                                | Тип                                | Кол-во                         | Статус | Примечания |
|                                                      | противокорабельные ракеты «Яхонт»        | НПО Машиностроения                                                           | Противокорабельная крылатая ракета | 8 пусковых установок/ 40 ракет | Действуют два береговых ракетных комплекса «Бастион».                                                                                      | |
|                                                      | П-5                                      | НПО Машиностроения                                                           | Противокорабельная крылатая ракета |                                | В строю. | Производятся Вьетнамом самостоятельно. |
|                                                      | П-15 «Термит»                            | МКБ Радуга                                                                   | Противокорабельная ракета          | 20                             | В строю. Используются ракетными катерами типа 12418 «Молния»                                                                               | Производятся Вьетнамом самостоятельно. |
|                                                      | Х-35 «Уран-Э»                            | Россия                                                                       | Противокорабельная ракета          | 103 ракеты                     | В строю. Используются кораблями типа «Молния» и типа 11661Э «Гепард 3.9».                                                                  | Производятся Вьетнамом самостоятельно. |
|                                                      | 3М-54КЭ                                  | ОКБ «Новатор»                                                                | Противокорабельная ракета          |                                | В строю. Используются подводными лодками типа 636.1 «Варшавянка».                                                                          | |
|                                                      | Exocet                                   | MBDA                                                                         | Противокорабельная ракета          |                                | Используются корветами типа «Сигма 9814».                                                                                                  | |

Береговой патруль:
- 10 шт. (+25 заказано) патрульных катеров типа HQ-56, оснащенных 20 мм пушкой;
- 5 шт. патрульных катеров типа HQ-37;
- 15 шт. патрульных катеров типа 1400M «Жук».

Вспомогательные суда:
- 1 буксир (проект 745);
- 1 водоналивной транспорт проекта 561;
- 5 шт. дайвинг-тендеров Нырять-2 (проект 376У);
- 5 шт. плавучих сухих доков;
- 5 шт. вспомогательных ботов PO-2 (проект 376);
- 5 бывших американских портовых танкеров/заправщиков;
- 5 буксиров «Шарлотта»;
- 10 (приблизительно) harbour tubs (YTL).

Стрелковое оружие:
- КНДР: Копия АКМ и АК-74 под обозначениями Тип 68 и Тип 98;
- производства СССР: ПКМ, пистолет Макарова;
- производства Израиля: (используются только десантом и спецподразделениями) TAR-21, Uzi, пулемёт Негев.

## Личный состав
Текущая численность личного состава Вьетнамского Народного Флота приблизительно равна 50 тысячам солдат и офицеров, включая морскую пехоту и прочие спецподразделения.